# Timo Aaltonen
Timo Aaltonen (* 11. April 1969 in Vehmaa, Finnland) ist ein 1,89 m großer und 130 kg schwerer finnischer Kugelstoßer, der für Turun Urheiluliitto startet, dem gleichen Verein, dem auch Paavo Nurmi angehörte. Er gewann mit einer Weite von 20,62 m bei den Leichtathletik-Halleneuropameisterschaften 2000 die Goldmedaille (Qualifikationsweite: 20,57 m).
Aaltonen war der 13. Kugelstoßer, der in den finnischen 20-Meter-Klub aufgenommen wurde, nachdem er während eines Wettkampfes am 20. Juni 1998 in Kuortane einen Stoß über 20,12 m geschafft hatte.
Bei den Olympischen Spielen 2000 belegte er mit 18,64 m Platz 12. Bei den Leichtathletik-Weltmeisterschaften 2001 erreichte er Platz vier (20,24 m). Seine Freiluft-Bestleistung von 20,70 m stellte er am 1. Juli 2000 in Eurajoki (Finnland) auf.